# Pierre Gauvreau (architecte)
Pour les articles homonymes, voir Pierre Gauvreau et Gauvreau.
Pierre Gauvreau, né le 8 avril 1813 à Québec et mort le 16 mai 1884 dans la même ville, est un architecte, ingénieur et maçon québécois. Œuvrant surtout à Québec, il participe à l'élaboration de plusieurs bâtiments institutionnels, dont l'Hôtel du Parlement, la prison et le bureau de poste de la capitale provinciale. Il invente un ciment à base de shale qui est utilisé dans plusieurs ouvrages de travaux publics du Canada avant d'être supplanté par le ciment américain.

## Biographie
Il naît à Québec le 8 avril 1813. Il est le fils d'Angèle Ouvrard dit Laperrière et de Pierre Gauvreau, charretier. Il est le descendant de Guillaume Flamand, maçon et entrepreneur en Nouvelle-France, et le cousin de Jean-Baptiste Roy-Audy, menuisier et peintre.
De 1825 à 1835, il étudie au Séminaire de Québec. Il œuvre par la suite sur des chantiers ou dans des ateliers, où il est formé comme menuisier, puis comme maçon. À partir de 1844, il œuvre comme architecte, concevant pendant cinq années « une trentaine de maisons et quelques édifices commerciaux ».  
Il devient ensuite maître d'œuvre sur différents chantiers avant de travailler pour le département des Travaux publics de la province du Canada, de 1848 à 1867. Il y conçoit entre autres des quais et des phares sur le fleuve Saint-Laurent entre Rimouski et Montréal,. 
De 1856 à 1862, il est élu conseiller municipal pour le quartier Saint-Jean. Au cours de son mandat, il est président du comité de l'aqueduc. 
Il fait breveter en 1854 le « ciment Gauvreau », un mortier fabriqué avec la pierre du cap Diamant, utilisé dans les maçonneries exposées à l’eau et à l’humidité. Il érige une cimenterie sur la rue D'Aiguillon, dans le faubourg Saint-Jean-Baptiste, où sera fabriqué pendant une cinquantaine d'années un ciment utilisé dans divers travaux publics à travers l'Amérique du nord britannique, dont les forts de Lévis,. 
Il œuvre ensuite au bureau du commissaire de l'Agriculture et des Travaux publics du Québec, de 1867 à 1882, où il supervise la construction d'une douzaine de palais de justice, s'inspirant des plans de Frederick Preston Rubidge,. Au cours de cette période, il œuvre avec Eugène-Étienne Taché à la conception de l'Hôtel du Parlement du Québec. Gauvreau planifie les espaces intérieurs et assure la maîtrise d'œuvre du chantier. 
Gauvreau meurt à Québec le 16 mai 1884 des suites d'une attaque d'apoplexie. Ses fils Théophile-Elzéar et Théophile-Alfred reprennent la cimenterie et en diversifient les activités, fabriquant alors du plâtre de Paris. Son fils Louis-Petrus devient architecte au service des Travaux publics. 

## Œuvre
Le Dictionnaire biographique du Canada qualifie Gauvreau de « conservateur » et « méticuleux », davantage porté sur la réplique de l'architecture traditionnelle que sur l'innovation. Dans son œuvre, Pierre Gauvreau s'intéresse davantage à l'architecture sur les chantiers qu'à la conception de plans en soi, passionné par les travaux de construction. Il a entre autres œuvré à l'érection des bâtiments suivants :
- École du Cap-Diamant (1841-1842)[2];
- 1063-1065, rue Saint-Jean (1844)[2];
- Édifice Cassulo (1844)[2];
- 1059-1061, rue Saint-Jean (1845)[2];
- Maison Henry-O'Connor (1845)[2];
- Maison d'Elzéar Bédard (1845-1846)[3];
- Travaux de maçonnerie et de menuiserie sur l'église Saint-Patrick de Québec (1846)[3];
- Maison Laughlan-Thomas-McPherson (1847)[2];
- 1, rue Ferland (1848)[2];
- Maison Jean-Langevin (1848)[2];

- Maison de John Orkney (1848)[3];
- Église de Saint-Roch-des-Aulnaies (1849-1850)[1].

- Maîtrise d'œuvre du Parlement de Montréal selon les plans de Thomas Baillargé, avec George Browne (en) (1850-1852)[3];
- Résidence du gouverneur général à Spencer Wood, avec George Browne (1851)[3];
- Palais de justice d'Aylmer (1852)[2];
- Annexes et réparation au palais de justice de Québec (1853)[3];
- Complétion de l'Hôpital de la Marine selon les plans d'Henry M. Blaiklock (1853)[3];
- Aile droite du Premier hôtel du Parlement à Québec, avec George Browne (1853)[3];
- École normale Saint-Louis (1857)[3];
- Prison de Québec, avec Charles Baillargé (1861-1867)[2];
- Pénitencier Saint-Vincent-de-Paul (1864)[3];
- Bureau de poste de la rue de Buade (1870)[1];
- Palais de justice de Percé (1870)[3];

- Édifice de l'immigration à Lévis (1872)[3];
- Palais de justice de New Carlisle (1872)[3];
- Édifice de la quarantaine et résidence du médecin de Grosse Île (1873)[3];
- Observatoire du parc des Champs de bataille (1873)[1];
- Hôtel Québec City (1880), dont les plans ont été substantiellement modifiés par le gouverneur général et la reine[3];
- Palais de justice de Québec (1881);

- Palais de justice de Rivière-du-Loup (1882-1883)[3].

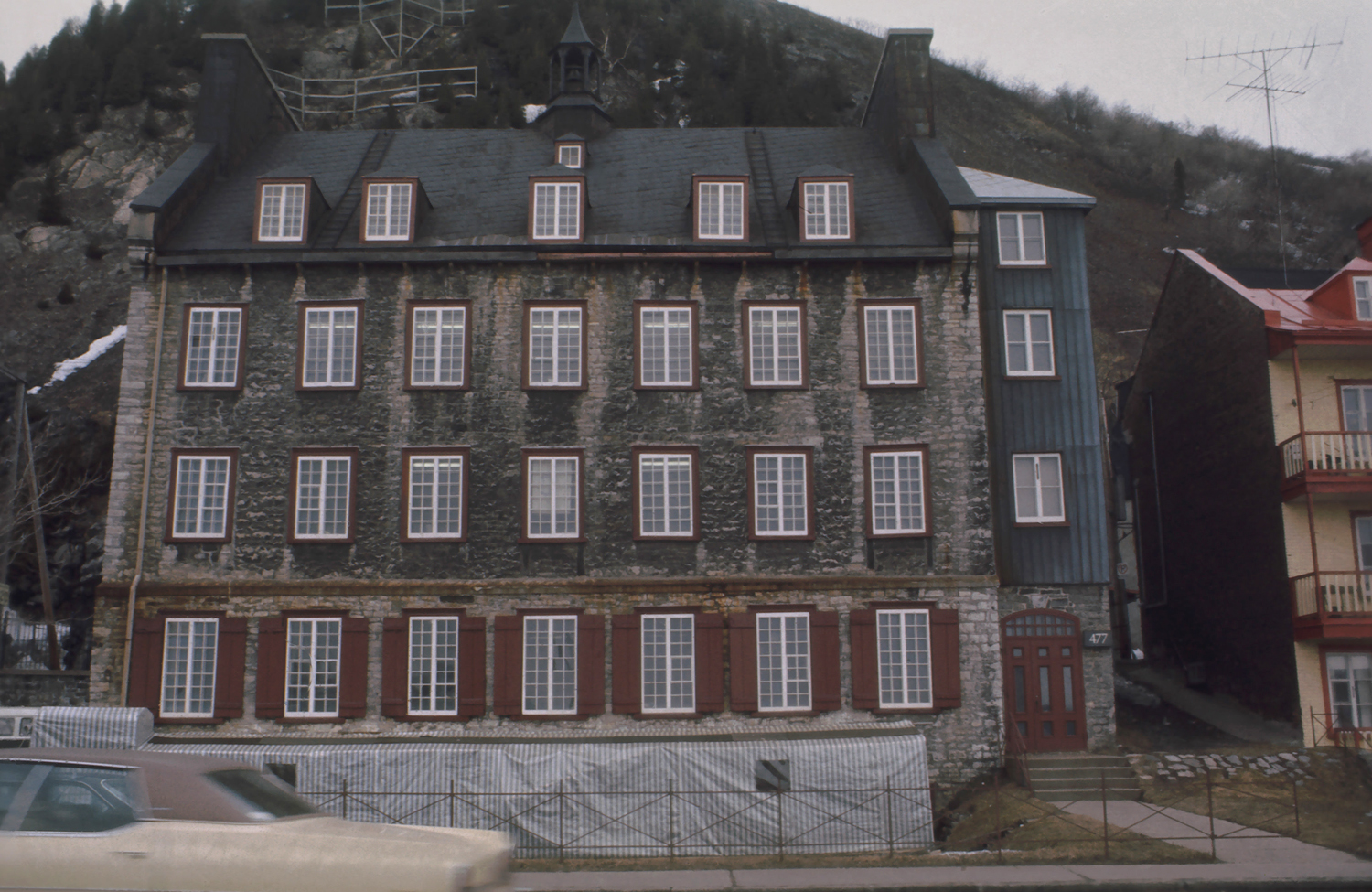
École du Cap-Diamant
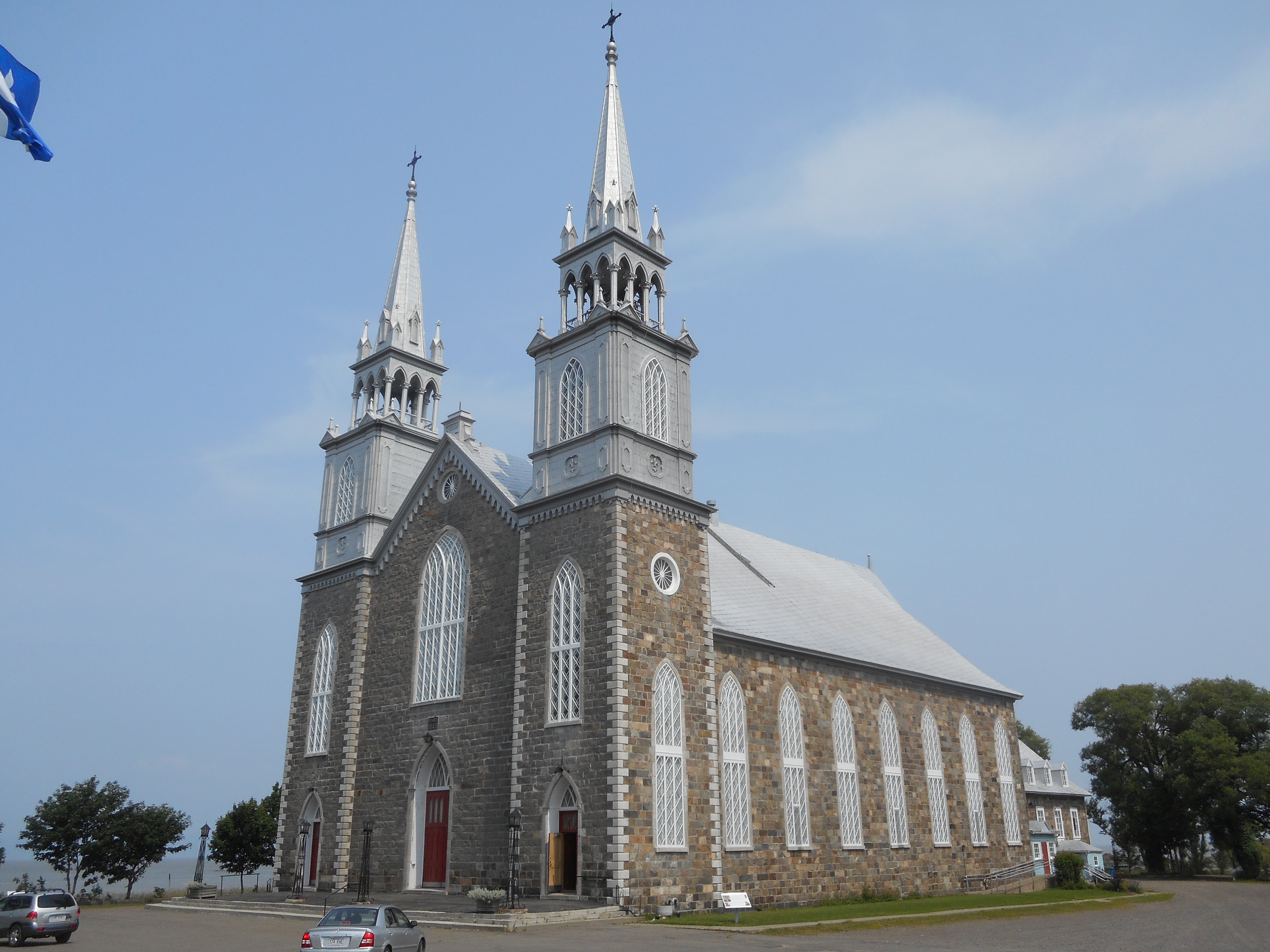
Église de Saint-Roch
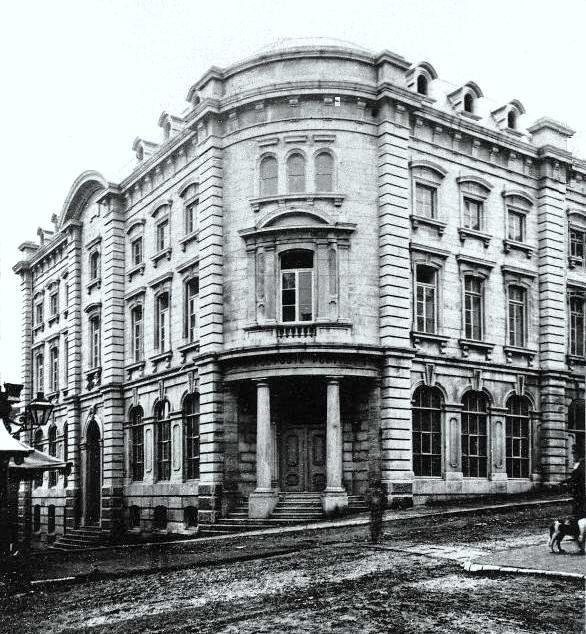
Bureau de poste de la rue de Buade
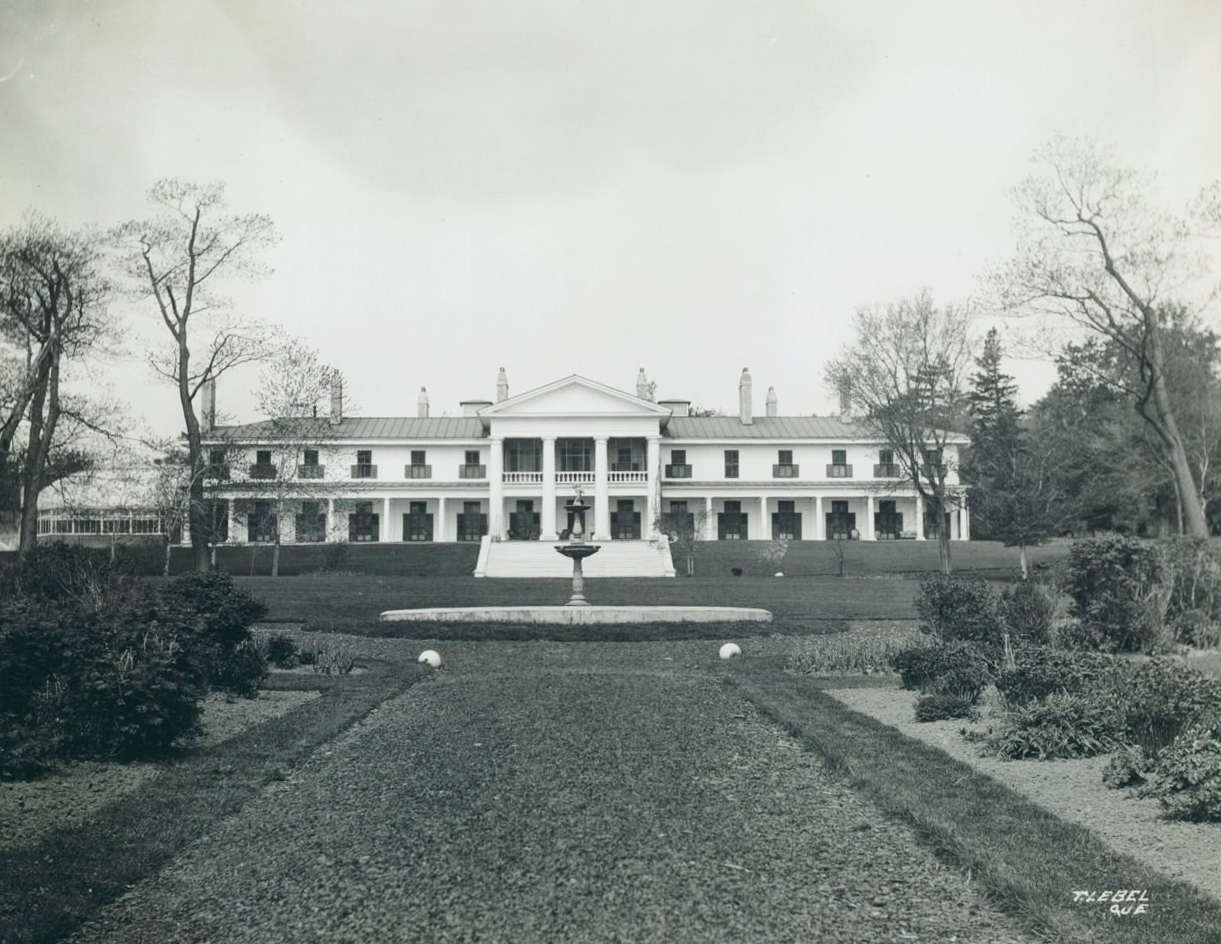
Résidence du gouverneur général à Spencer Wood
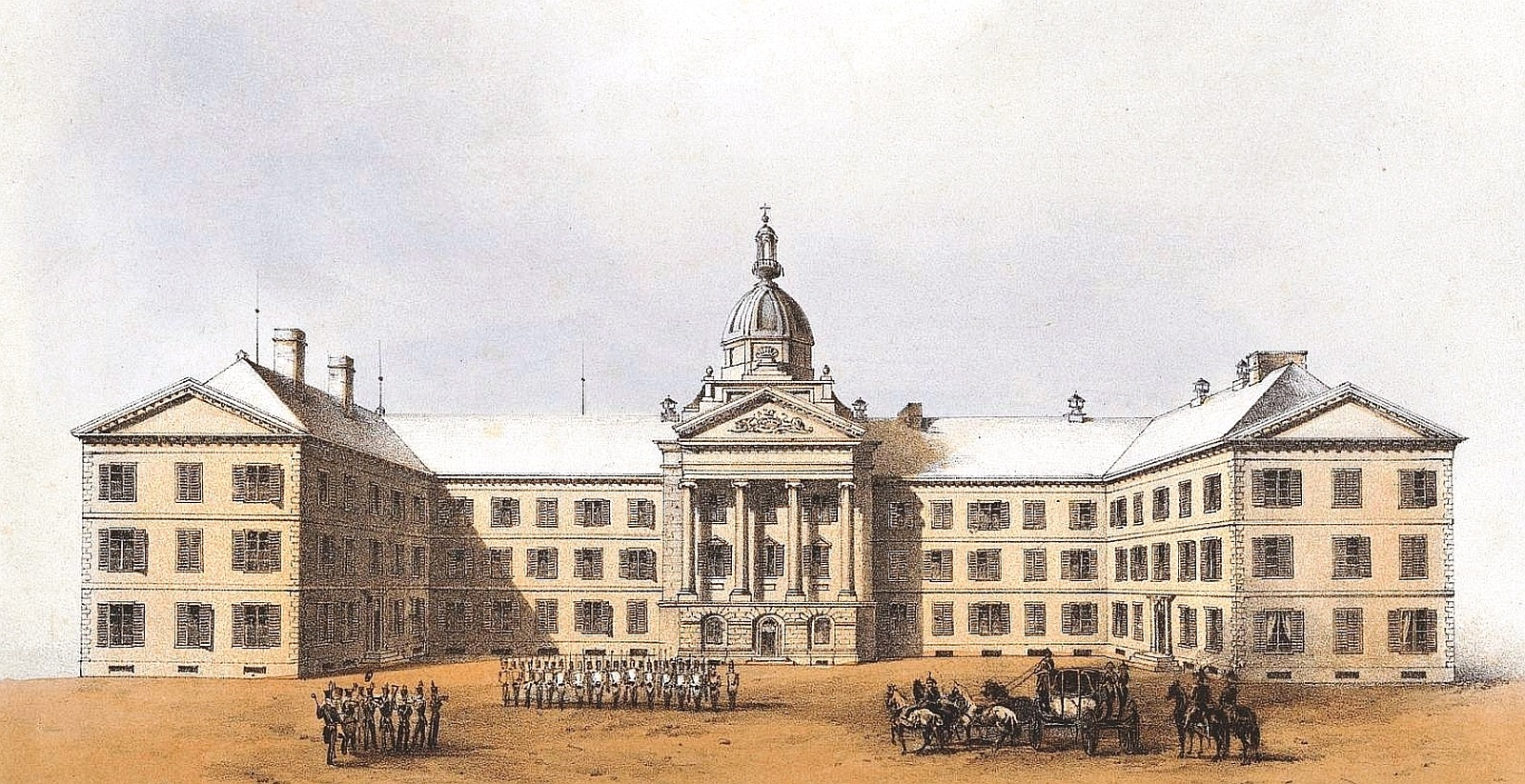
Premier hôtel du Parlement à Québec
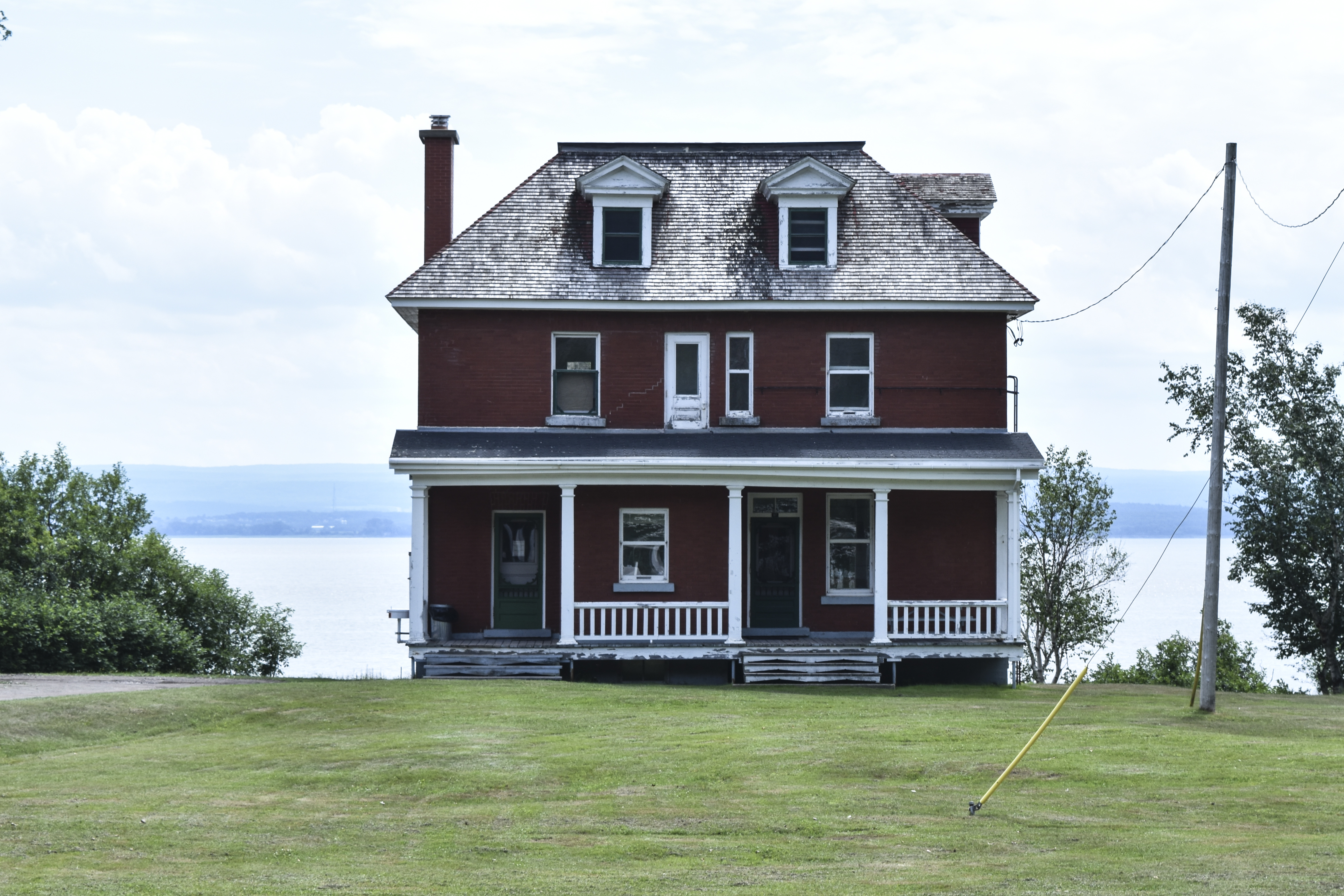
Résidence du médecin à Grosse-Île
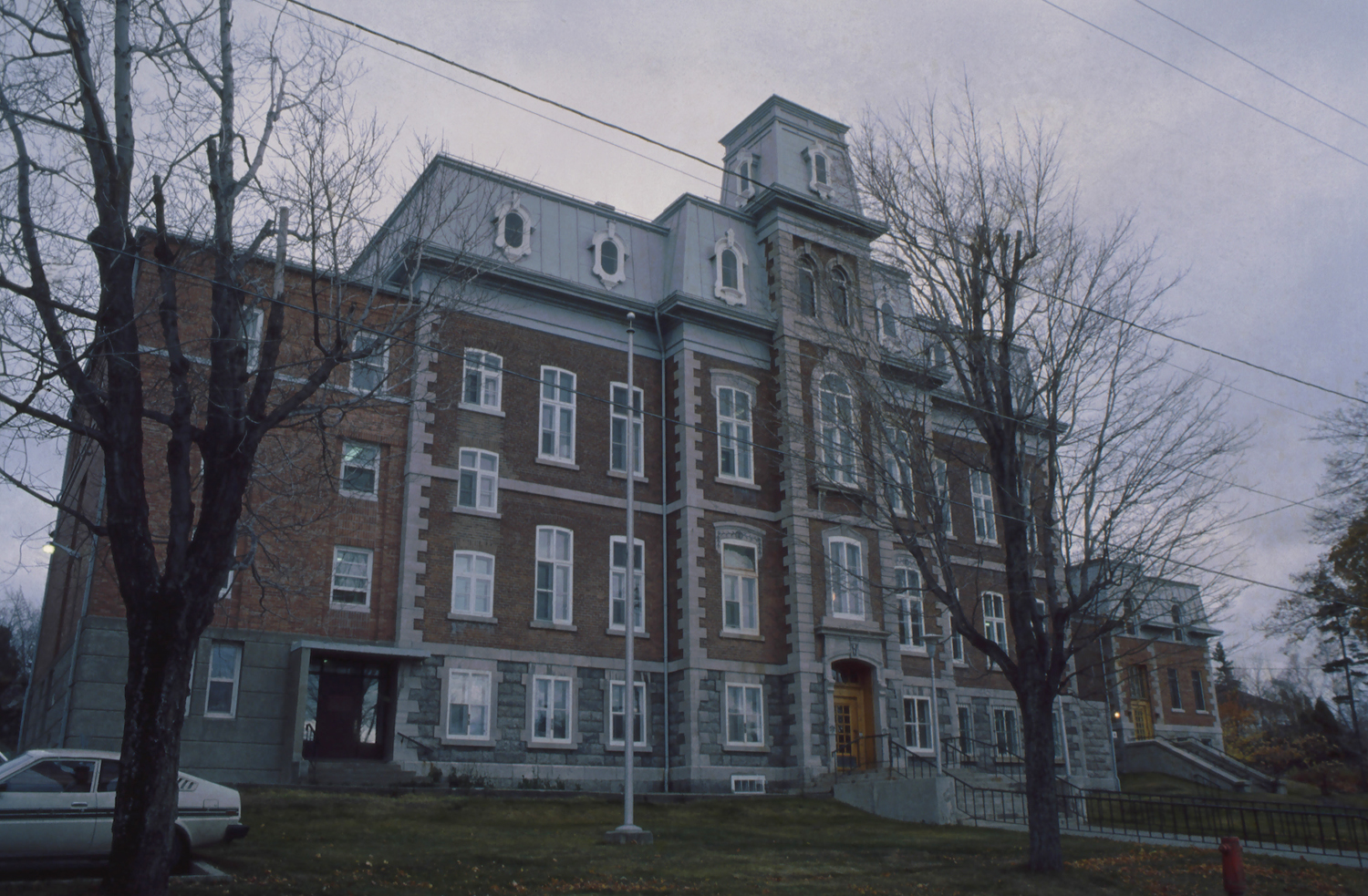
Palais de justice de Rivière-du-Loup